# Vane Pennell
Vane Hungerford Pennell (ur. 16 sierpnia 1876 w Kensington, zm. 17 czerwca 1938 w Boscombe ) – brytyjski zawodnik racketsa i jeu de paume, mistrz olimpijski.
Uczył się w Charterhouse School i Eton College. Studiował w Trinity College na Uniwersytecie Cambridge .
Jeden raz startował w igrzyskach olimpijskich. W 1908 roku w Londynie zdobył złoty medal w grze podwójnej (razem z Johnem Jacobem Astorem). Podczas tych igrzysk startował również w jeu de paume, zajmując 5. miejsce.